# Micimackó új kalandjai
A Micimackó legújabb kalandjai (eredeti cím: The New Adventures of Winnie the Pooh) amerikai televíziós rajzfilmsorozat, amely  a The Walt Disney Company készített, és a Micimackó kalandjai című 1977-ben bemutatott animációs mozifilm folytatása.
A sorozatot 1988. január 17-én mutatták be az ABC csatornán. Összesen 50 epizód, egészen a sorozat utolsó 1991. október 26-i epizódjáig. Magyarországon először 1994 és 1998 között vetítették a Walt Disney bemutatja című műsorblokkban a Magyar Televízió 1-es csatornáján, majd az RTL Klub adta le, újra az archív szinkronnal a Disney Csatorna sugározta.

## Történet
A sorozat részben a Micimackó kalandjai film folytatása, amiben Róbert Gida és barátai Micimackó, Malacka, Füles, Tigris, Kanga, Zsebibaba, Nyuszi, Bagoly és Ürge hétköznapjait mutatja be. A sorozatban erős amerikanizálódás is jellemző volt, hisz Róbert Gida már amerikai és nem brit akcentussal beszélt.

## Szereplők

### Főszereplők
- Micimackó
- Malacka
- Robert Gida
- Tigris
- Nyuszi
- Füles
- Bagoly
- Ürge
- Zsebibaba
- Kanga

### További szereplők
- Robert Gida anyja
- Kis Mucli: Egy rózsaszín kis plüss elefántfiú.
- Mucli papa: Egy sárga, zöld ruhás, piroskalapos plüsselefánt apuka.
- Kessie: Egy elbűvölő kék madár lány, Micimackó és a többiek barátja, Nyuszi gyámja.
- Stan: Egy mézrabló sunyi menyét.
- Heff: Egy mézrabló kövér plüss elefánt, Stan társa.
- Dexter: Bagoly unokatestvére.
- Tolvaj patkányok: A rabló trió a Száz Holdas Pagonyban, ellopnak mindenfélét, és viszonzásul hagynak diót.

## Magyar hangok
| Szereplő                | Eredeti hang               | Magyar hang                                         |
| ----------------------- | -------------------------- | --------------------------------------------------- |
| Micimackó               | Jim Cummings               | Mikó István                                         |
| Tigris                  | Paul Winchell Jim Cummings | Bács Ferenc                                         |
| Malacka                 | John Fiedler               | Földessy Margit                                     |
| Robert Gida             | Tim Hoskins                | Simonyi Balázs                                      |
| Nyuszi                  | Ken Sansom                 | Szacsvay László                                     |
| Stan (2 részben)        | Ken Sansom                 | Csankó Zoltán (1. évadban) Botár Endre (3. évadban) |
| Malacka hasonmása       | Ken Sansom                 | Halmágyi Sándor                                     |
| Hiéna                   | Ken Sansom                 | Halmágyi Sándor                                     |
| Gorilla karnagy         | Ken Sansom                 | Varga Tamás                                         |
| Füles                   | Peter Cullen               | Szabó Ottó                                          |
| Wooster                 | Peter Cullen               | Kránitz Lajos                                       |
| Bagoly                  | Hal Smith                  | Verebes István                                      |
| Ürge                    | Michael J. Gough           | Boros Zoltán                                        |
| Malac                   | John Fiedler               | Boros Zoltán                                        |
| Zsebibaba               | Nicholas Melody            | Detre Annamária                                     |
| Kanga                   | Pat Parris                 | Jani Ildikó                                         |
| Robert Gida mamája      | Pat Parris                 | Czifra Krisztina (1. hang) Halász Aranka (2. hang)  |
| Kis Mucli (2 részben)   | Pat Parris                 | Dudás Eszter                                        |
| Mucli mama (3. részben) | Pat Parris                 | Halász Aranka                                       |
| Kessie (2 részben)      | Laura Mooney               | Görög László (fióka) Biró Anikó (felnőtt)           |
| Mucli papa              | Jim Cummings               | Makay Sándor                                        |
| Jegyszedő               | Jim Cummings               | Kardos Gábor                                        |
| Mocsok király           | Jim Cummings               | Halmágyi Sándor                                     |
| Maszat                  | Jim Cummings               | Kautzky Armand                                      |
| Bruno                   | Jim Cummings               | Bolba Tamás                                         |
| Piszkos Jack            | Jim Cummings               | Szabó Sipos Barnabás                                |
| Boltos                  | Jim Cummings               | Dobránszky Zoltán                                   |
| Micimackó hasonmása     | Jim Cummings               | Hankó Attila                                        |
| Heff                    | Chuck McCann               | Hankó Attila (1. évadban) Melis Gábor (3. évadban)  |
| Tigris hasonmása        | Chuck McCann               | Garai Róbert                                        |
| Bébiszitter             | Jackie Gonneau             | Somlai Edina                                        |

További magyar hangok: Bartucz Attila, Holl Nándor, Horkai János, Imre István, Kassai Ilona, Szokol Péter

## Epizódlista
| Évad | Évad | Epizód | Történet | Évadpremier         | Évadzárás          |
| ---- | ---- | ------ | -------- | ------------------- | ------------------ |
|      | 1    | 22     | 35       | 1988. január 17.    | 1989. március 4.   |
|      | 2    | 10     | 18       | 1989. szeptember 9. | 1989. december 2.  |
|      | 3    | 10     | 18       | 1990. augusztus 16. | 1990. november 10. |
|      | 4    | 8      | 11       | 1991. szeptember 7. | 1991. október 26.  |